# Albert Roosens
François Albert Roosens (Anderlecht, 16 augustus 1916 – 8 september 1993) was een Belgisch voetballer en voetbalbestuurder. Gedurende de jaren 1950 en '60 was hij voorzitter van RSC Anderlecht.

## Carrière

### Als voetballer
Albert Roosens sloot zich in 1928, op 12-jarige leeftijd, aan bij het plaatselijke SC Anderlechtois. De jonge middenvelder werkte zich op naar het eerste elftal, hoewel hij zeker geen groot talent was. Als reservespeler zag hij hoe Anderlecht in 1935 naar de hoogste afdeling promoveerde.
Op 20 september 1936 maakte hij zijn officieel debuut in de Belgische eerste klasse. Hij startte toen in de basis tegen Liersche SK. In het seizoen 1939/40 werd de competitie omwille van de Tweede Wereldoorlog opgesplitst in provinciale reeksen. In het kampioenschap Brabant kwam hij nog twee keer in actie voor Anderlecht. Een zware blessure maakte nadien een einde aan zijn spelerscarrière.

### Als voorzitter
In 1944 keerde hij terug in het voetbal. Hij speelde in die periode nog even voor Press Wanderers en het veteranenteam van Anderlecht. Via die weg belandde hij in het bestuur van paars-wit. Eerst werd hij secretaris-generaal en niet veel later ondervoorzitter van de club. Op 3 augustus 1951 volgde hij Theo Verbeeck op als voorzitter. Roosens was toen ook voorzitter van de Brusselse en Brabantse Verstandhouding.
Onder zijn bewind groeide Anderlecht uit tot een semi-professionele club. Spelers, die in die dagen nog werkten naast het voetbal, werden extra vergoed als ze bijkomende traingen moesten afwerken. Ook na hun carrière kregen voetballers meer sociale steun. In 1953 begon Roosens aan de vernieuwingen in het stadion van Anderlecht. Staanplaatsen werd overdekt en de club installeerde ook floodlights (stadionverlichting), waardoor er voortaan ook avondwedstrijden konden gespeeld worden. Aanvankelijk leidden Roosens' vernieuwingen niet tot sportieve successen. Pas in 1954 werd paars-wit voor het eerst kampioen onder zijn voorzitterschap.
Roosens organiseerde in de periode dat hij voorzitter was verschillende jubileumwedstrijden. Jef Jurion, Martin Lippens en Paul Van Himst zijn maar enkele van de vele spelers die via een jubileumwedstrijd bedankt werden voor bewezen diensten. Verder richtte Roosens ook de eerste sportschool op. In 1953 werd de eerste jeugdschool op poten gezet en in 1964 zag Sportingello, het eerste internaat voor jonge voetballers, het daglicht.
Anderlecht groeide onder leiding van Roosens in de eerste klasse uit tot een stabiele topper. In 1960 trok de club trainer Pierre Sinibaldi aan. De Corsicaan, die over klinkende namen als Jef Jurion, Paul Van Himst, Jan Mulder en Laurent Verbiest beschikte, bracht aantrekkelijk voetbal en domineerde met Anderlecht de jaren 60. De zogenaamde "stijl van het huis" werd toen ontwikkeld.
Enkel in Europa schoot Anderlecht tekort. In vergelijking met clubs als Real Madrid, AC Milan en Benfica stond Anderlecht een trapje lager. Toen paars-wit in 1966 door Real Madrid werd uitgeschakeld in de Europacup I duidde Roosens de Spaans-Franse scheidsrechter José Barbéran aan als schuldige. De voorzitter kreeg hiervoor een blaam van de UEFA. Anderlecht presteerde Europees vooral goed in eigen huis, maar op verplaatsing liep het regelmatig mis. Zo ook in 1970, toen Anderlecht de heenwedstrijd van de finale van de Jaarbeursstedenbeker met 3-1 won van Arsenal, maar in de terugwedstrijd met 3-0 verloor. Om zich te kunnen meten de besten van Europa had Anderlecht een nieuwe visie en een nieuwe kapitaalinjectie nodig. In 1971 volgde Constant Vanden Stock de toen 55-jarige Roosens op als voorzitter. Roosens kreeg de functie van algemeen directeur en nam op 1 januari 1973 definitief afscheid van de club.

### KBVB
In 1955 werd Albert Roosens lid van het uitvoerend comité van de Koninklijke Belgische Voetbalbond (KBVB). Zo'n 10 jaar later schopte hij het tot ondervoorzitter van de voetbalbond. Op 1 januari 1973 stapte Roosens bij Anderlecht op en werd hij secretaris-generaal van de KBVB. Hij volgde José Crahay op.

### Heizeldrama
Als secretaris-generaal was hij in 1985 betrokken bij de organisatie van de finale van de Europacup I, die plaatsvond in het Heizelstadion in Brussel. Het Italiaanse Juventus nam het op tegen het Engelse Liverpool FC. Voor aanvang van de wedstrijd bestormden Engelse supporters het vak van de Italianen. Verscheidene mensen werden vertrappeld of verpletterd en 39 personen kwamen om het leven. Het Heizeldrama betekende het einde van Roosens' carrière als voetbalbestuurder. Hij werd verantwoordelijk gesteld voor de slechte organisatie van de finale en werd veroordeeld tot 6 maanden voorwaardelijk. De vele beschuldigingen bezorgden hem gezondheidsproblemen, waardoor hij in 1986 met de Rode Duivels niet naar het WK in Mexico kon. In 1987 ging Roosens met pensioen. Alain Courtois volgde hem op.
De gewezen voorzitter van Anderlecht kwam het Heizeldrama nooit te boven en overleed op 8 september 1993. Hij werd 77 jaar.